# Economia de les Filipines

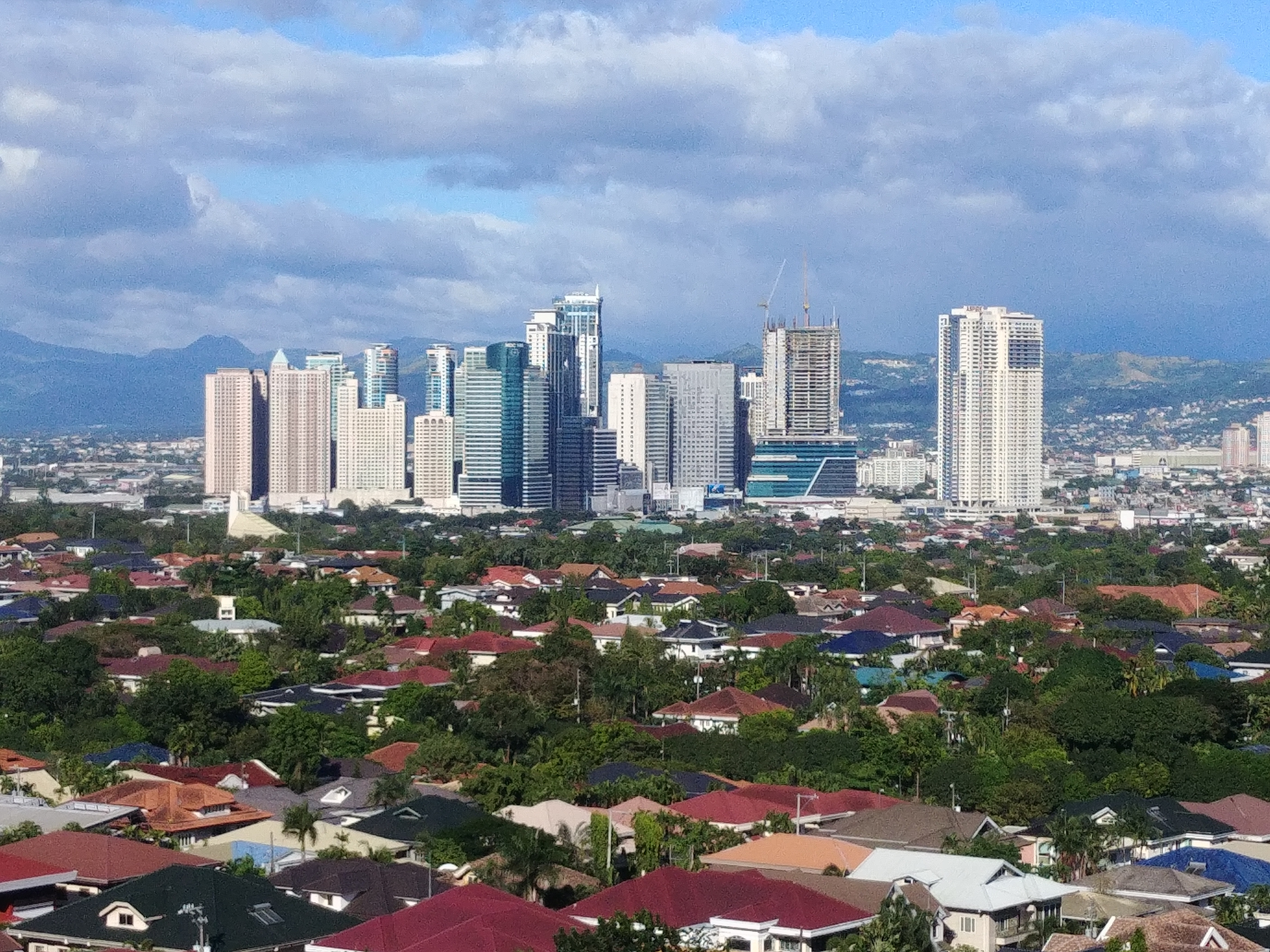
Edificis a Quezon City.

L'economia de les Filipines es va mostrar molt resilient a les crisis econòmiques globals, a causa de la seva poca dependència de les  exportacions, al seu important mercat consumidor intern, als diners enviats per filipins residents en altres països, i al ràpid creixement de el sector de serveis. L'any 2017, per primera vegada des de la crisi mundial de 2008, la balança comercial va ser negativa, part a causa de l'ambiciós creixement de les despeses amb infraestructura, anunciat aquell any. No obstant això, les reserves internacionals van romandre en situació estable.
Filipines és principalment un país recentment industrialitzat, que té una economia en transició d'una base agrícola a una altra basada més en els serveis i indústria. A partir de 2017, el PIB per paritat de poder adquisitiu es va estimar en 877,2 milers de milions de US$.
Les exportacions primàries inclouen semiconductors i productes electrònics, equips de transport, robes, productes de coure, productes derivats del petroli, oli de coco i fruites. Els principals socis comercials inclouen Japó, Xina, Estats Units, Singapur, Corea del Sud, Països Baixos, Hong Kong, Alemanya, Taiwan i Tailàndia.
Filipines és actualment una de les economies de més ràpid creixement d'Àsia, és considerada un dels tigres asiàtics. No obstant això, persisteixen problemes importants, principalment relacionats amb la disminució de les grans disparitats d'ingressos i de creixement entre les diferents regions i classes socioeconòmiques del país, bé que s'observa disminució de la corrupció i l'augment de la inversió en infraestructura necessària per assegurar el seu creixement futur.